# Dark web

Dark web - tầng dưới cùng của không gian mạng

Dark web (tạm dịch: web tối) là những nội dung mạng World Wide Web nằm trong darknet trực tuyến nhưng không thể truy cập bằng những cách thông thường mà phải sử dụng các phần mềm chuyên biệt. Dark web là một phần nhỏ của deep web, một thế giới mạng mà các công cụ tìm kiếm như Google hay Bing không hiển thị ra. Deep web và dark web là hai thuật ngữ thường bị người dùng Internet nhầm lẫn.
Dark web bao gồm nhiều hệ thống mạng ngang hàng nhỏ cũng như các mạng thông dụng khác như Tor, Freenet, I2P và Riffle do các tổ chức công cộng hay cá nhân tạo lập. Trình duyệt dark web Tor đôi khi được gọi là onionland (thế giới của củ hành) vì các trang mạng của nó có đuôi là .onion cũng như vì công nghệ bảo mật danh tính nhiều tầng giống như nhiều lớp của một củ hành.

## Thuật ngữ
Dark web thường xuyên bị nhầm lẫn với deep web. Deep web là không gian mạng bị ẩn trên các công cụ tìm kiếm thông thường và dark web là một phần của deep web. Sự nhầm lẫn hai khái niệm bắt đầu xuất hiện từ khoảng năm 2009, nhất là từ sau vụ triệt phá chợ đen ảo Silk Road năm 2013. Dù vậy, các hãng thông tấn đã được kêu gọi cần phân biệt hai khái niệm này.

## Định nghĩa
Các trang web Darknet chỉ có thể truy cập thông qua các mạng như Tor (dự án "The Onion Routing") và I2P ("Dự án Internet vô hình"). Trình duyệt Tor và các trang có thể truy cập Tor được sử dụng rộng rãi trong số những người dùng darknet và có thể được xác định bằng tên miền ".onion". Trong khi Tor tập trung vào việc cung cấp quyền truy cập ẩn danh vào Internet, I2P chuyên cho phép lưu trữ ẩn danh các trang web. Danh tính và vị trí của người dùng darknet luôn ẩn danh và không thể bị theo dõi do hệ thống mã hóa nhiều lớp. Công nghệ mã hóa darknet định tuyến dữ liệu của người dùng thông qua một số lượng lớn các máy chủ trung gian, giúp bảo vệ danh tính của người dùng và đảm bảo tính ẩn danh. Thông tin được truyền chỉ có thể được giải mã bởi một nút tiếp theo trong lược đồ, dẫn đến nút thoát. Hệ thống phức tạp làm cho nó gần như không thể tái tạo đường dẫn nút và giải mã từng lớp thông tin. Do mức độ mã hóa cao, các trang web không thể theo dõi vị trí địa lý và IP của người dùng của họ, và người dùng không thể lấy thông tin này về máy chủ. Do đó, giao tiếp giữa những người dùng darknet được mã hóa cao cho phép người dùng nói chuyện, viết blog và chia sẻ tệp một cách bí mật.
Darknet cũng được sử dụng cho các hoạt động bất hợp pháp như buôn bán bất hợp pháp, diễn đàn và trao đổi phương tiện truyền thông cho những kẻ ấu dâm và khủng bố. Đồng thời các trang web truyền thống đã tạo ra khả năng truy cập thay thế cho trình duyệt Tor trong nỗ lực kết nối với người dùng của họ. Ví dụ, ProPublica đã tung ra một phiên bản mới của trang web dành riêng cho người dùng Tor.

## Nội dung
Một nghiên cứu vào tháng 12 năm 2014 của Gareth Owen từ Đại học Portsmouth cho thấy loại nội dung được lưu trữ phổ biến nhất trên Tor là nội dung khiêu dâm trẻ em, tiếp theo là chợ đen, trong khi các trang web riêng lẻ có lưu lượng truy cập cao nhất dành riêng cho hoạt động của mạng botnet (xem số liệu đính kèm). Nhiều trang web tố cáo duy trì sự hiện diện  cũng như các diễn đàn thảo luận chính trị. Các trang web liên quan đến Bitcoin, các dịch vụ liên quan đến gian lận và dịch vụ đặt hàng qua thư là một số trong số các trang web có nhiều lợi nhuận nhất.
Vào tháng 7 năm 2017, Roger Dingledine, một trong ba người sáng lập Dự án Tor, nói rằng Facebook là dịch vụ ẩn lớn nhất. Dark Web chỉ chiếm 3% lưu lượng truy cập trong mạng Tor.
Một nghiên cứu vào tháng 2 năm 2016 từ các nhà nghiên cứu tại Đại học Hoàng đế Luân Đôn đưa ra bảng phân tích nội dung theo nhóm danh mục thay thế, làm nổi bật việc sử dụng bất hợp pháp các dịch vụ .onion.

### Botnet
Botnet thường được cấu trúc với các máy chủ điều khiển và ra lệnh của chúng dựa trên một dịch vụ ẩn chống kiểm duyệt, tạo ra một lượng lớn lưu lượng truy cập liên quan đến bot.

### Dịch vụ bitcoin
Các dịch vụ bitcoin như tumblers thường có sẵn trên Tor và một số loại khác - chẳng hạn như Grams - cung cấp tích hợp thị trường darknet. Một nghiên cứu được thực hiện bởi Jean-Loup Richet, một thành viên nghiên cứu tại ESSEC và được thực hiện với Văn phòng Liên Hợp Quốc về chống Ma túy và Tội phạm, đã nêu bật những xu hướng mới trong việc sử dụng Bitcoin cho mục đích rửa tiền. Với Bitcoin, mọi người có thể che giấu ý định cũng như danh tính của họ. Một cách tiếp cận phổ biến là sử dụng dịch vụ trao đổi tiền tệ kỹ thuật số chuyển đổi Bitcoin thành tiền tệ trò chơi trực tuyến (chẳng hạn như tiền vàng trong World of Warcraft), sau đó sẽ được chuyển đổi trở lại thành tiền.

### Thị trường Darknet
Các thị trường darknet thương mại, nơi làm trung gian cho các giao dịch mua bán ma túy bất hợp pháp  và các hàng hóa khác, đã thu hút sự đưa tin đáng kể của phương tiện truyền thông, bắt đầu từ sự nổi tiếng của Silk Road và Diabolus Market  và sau đó là các cơ quan pháp luật thu giữ nó. Các thị trường khác bán phần mềm khai thác  và vũ khí. Việc kiểm tra sự khác biệt về giá trong thị trường Dark web so với giá trong đời thực hoặc trên World Wide Web đã được cố gắng cũng như các nghiên cứu về chất lượng hàng hóa nhận được qua Dark web. Một nghiên cứu như vậy đã được thực hiện trên Evolution, một trong những thị trường tiền điện tử phổ biến nhất hoạt động từ tháng 1 năm 2013 đến tháng 3 năm 2015. Mặc dù cho thấy thông tin kỹ thuật số, chẳng hạn như các phương pháp che giấu và vận chuyển xuyên quốc gia, "có vẻ chính xác", nhưng nghiên cứu đã phát hiện ra các vấn đề về chất lượng của các loại thuốc bất hợp pháp được bán trong Evolution, nói rằng "... độ tinh khiết của thuốc bất hợp pháp được phát hiện là khác nhau từ thông tin được chỉ ra trên danh sách tương ứng của họ."  Người ta không biết nhiều về động cơ của người tiêu dùng để tiếp cận các thị trường này và các yếu tố liên quan đến việc sử dụng chúng.

### Các nhóm và dịch vụ hack
Nhiều tin tặc bán dịch vụ của họ theo cách riêng lẻ hoặc thành một phần của các nhóm. Các nhóm như vậy bao gồm xDedic, hackforum, Trojanforge, Mazafaka, dark0de và thị trường darknet TheRealDeal.  Một số đã được biết là theo dõi và tống tiền những kẻ ấu dâm rõ ràng. Tội phạm mạng và dịch vụ hack các tổ chức tài chính và ngân hàng cũng đã được cung cấp trên Dark web. Các nỗ lực giám sát hoạt động này đã được thực hiện thông qua các tổ chức chính phủ và tư nhân khác nhau, và việc kiểm tra các công cụ được sử dụng có thể được tìm thấy trong tạp chí Khoa học Máy tính Thủ tục. Sử dụng các cuộc tấn công từ chối dịch vụ phản ánh phân tán DNS (DRDoS) trên quy mô Internet cũng đã được thực hiện thông qua việc tận dụng Dark Web. Có rất nhiều trang web. onion lừa đảo cũng xuất hiện, cuối cùng cung cấp các công cụ để tải xuống bị nhiễm trojan hoặc backdoor.

### Tài trợ
Scott Dueweke, chủ tịch và người sáng lập của Zebryx Consulting tuyên bố rằng tiền điện tử của Nga như WebMoney và Perfect Money đứng sau phần lớn các hành động bất hợp pháp. Vào tháng 4 năm 2015, Flashpoint đã nhận được 5 triệu tiền tài trợ để đầu tư nhằm giúp khách hàng của họ thu thập thông tin tình báo từ Deep and Dark web.

### Dịch vụ gian lận
Có rất nhiều diễn đàn tội phạm liên quan đến thẻ tín dụng, PayPal và Bitcoin được dùng trong các trang web thương mại cũng như gian lận và các dịch vụ làm giả. Nhiều trang web như vậy lại là các trang lừa đảo.

### Tin đồn và nội dung chưa được xác minh
Có báo cáo về các vụ ám sát huy động vốn từ cộng đồng và cho thuê sát thủ, tuy nhiên, đây được cho là những trò lừa đảo. Người tạo ra Silk Road, Ross Ulbricht, đã bị các cuộc điều tra của Bộ An ninh Nội địa (HSI) bắt giữ vì trang web của mình và bị cáo buộc đã thuê một sát thủ để giết sáu người, mặc dù sau đó cáo buộc đã được giảm nhẹ.
Có một truyền thuyết đô thị rằng người ta có thể tìm thấy kẻ giết người trực tiếp trên dark web. Thuật ngữ " Red Room " được đặt ra dựa trên bộ phim hoạt hình Nhật Bản và truyền thuyết đô thị cùng tên. Tuy nhiên, bằng chứng chỉ ra rằng tất cả các trường hợp được báo cáo đều là trò lừa bịp.
Vào ngày 25 tháng 6 năm 2015, trò chơi độc lập Sad Satan đã được YouTuber Obscure Horror Corner đánh giá mà họ tuyên bố đã tìm thấy qua dark web. Nhiều điểm mâu thuẫn khác nhau trong báo cáo của kênh khiến người ta nghi ngờ về phiên bản được báo cáo của các sự kiện. Có một số trang web phân tích và giám sát deep web và dark web để tìm kiếm thông tin về mối đe dọa.

### Phishing và scam
Lừa đảo qua các trang web nhân bản và các trang lừa đảo khác là rất nhiều, với thị trường darknet thường được quảng cáo bằng các URL lừa đảo.

### Khiêu dâm trái phép
Thường xuyên có hành động thực thi pháp luật chống lại các trang web phân phối nội dung khiêu dâm trẻ em - thường là thông qua việc xâm phạm trang web bằng cách phân phối phần mềm độc hại cho người dùng. Các trang web sử dụng các hệ thống hướng dẫn, diễn đàn và quy định cộng đồng phức tạp. Nội dung khác bao gồm tra tấn tình dục và giết động vật  và khiêu dâm trả thù.

### Chợ đen
Rất nhiều hoạt động thương mại bất hợp pháp diễn ra trên Dark web, ví dụ như: buôn bán tiền giả, thẻ ngân hàng hay tài khoản mạng bị đánh cắp, súng, ma túy và các chất kích thích, các sản phẩm không rõ nguồn gốc khác.

### Khủng bố
Có ít nhất một số trang web thật và gian lận tuyên bố được sử dụng bởi ISIL (ISIS), bao gồm cả một trang giả bị thu giữ trong Chiến dịch Onymous. Với sự gia tăng của công nghệ, nó đã cho phép những kẻ khủng bố mạng phát triển mạnh mẽ bằng cách tấn công vào những điểm yếu của công nghệ. Sau khi xảy ra các cuộc tấn công ở Paris vào tháng 11 năm 2015, một trang web thực tế như vậy đã bị tấn công bởi một nhóm hacker Anonymous, GhostSec, và được thay thế bằng một quảng cáo cho Prozac. Nhóm Hồi giáo Rawti Shax từng bị phát hiện hoạt động trên dark web.

### Mạng xã hội
Trong dark web, tồn tại các nền tảng truyền thông xã hội mới nổi tương tự như trên World Wide Web. Facebook và các nền tảng mạng xã hội truyền thống khác đã bắt đầu tạo ra các phiên bản dark web trên trang web của họ để giải quyết các vấn đề liên quan đến các nền tảng truyền thống và để tiếp tục dịch vụ của họ trong tất cả các lĩnh vực của World Wide Web. Các ban nhạc có nội dung hạn chế như Nhà thờ Thiên chúa giáo đã sử dụng deep web.

## Truyền thông
Các kênh tin tức như ABC News (Úc) từng có một vài bài báo nghiên cứu không gian mạng darknet. Tạp chí Vanity Fair cũng từng xuất bản một chuyên đề có tên "The Other Internet" vào tháng 10 năm 2016, nói về sự gia tăng số người dùng darknet và những nguy cơ của nó. Tháng 10 năm 2018, một nghiên cứu đã chỉ ra khoảng 60% người Úc đang dần mất hứng thú với mạng internet thông thường và chuyển sang thử nghiệm dark web. Các chủ đề khác bao gồm các phiên bản thương mại điện tử của thị trường chợ đen thông thường, cộng đồng mạng và vai trò của bảo mật hoạt động.